# 黒沢駅 (秋田県由利本荘市)
黒沢駅（くろさわえき）は、秋田県由利本荘市黒沢にある、由利高原鉄道鳥海山ろく線の駅である。無人駅。

## 歴史
- 1922年（大正11年）8月1日：横荘鉄道西線の黒沢停留場として由利郡鮎川村に開業[1][2]。
- 1937年（昭和12年）9月1日：横荘鉄道国有化に伴い、鉄道省（矢島線）に移管。駅に昇格し改称、羽後黒沢駅となる[2]。
- 1949年（昭和24年）6月1日：日本国有鉄道発足。
- 1971年（昭和46年）10月1日：荷物扱い廃止[3]。無人化[4][5][6]。ただし、翌年3月31日までは（日曜・祝日を除く）6時から15時半まで旅客扱い要員を1名配置する[7]。
- 1985年（昭和60年）10月1日：由利高原鉄道に移管し、黒沢駅に改称[2]。
- 2003年（平成15年）12月25日：駅現舎に改築[8]。

## 駅構造
単式1面1線のホームを持つ地上駅で、かつては古色蒼然たる駅舎であったが、2003年12月に改築された。

## 利用状況
| 1日乗降人員推移 | 1日乗降人員推移 |
| 年度            | 1日平均人数     |
| --------------- | --------------- |
| 2011年          | 9               |
| 2012年          | 14              |
| 2013年          | 17              |
| 2014年          | 14              |
| 2015年          | 14              |
| 2016年          | 14              |
| 2017年          | 12              |
| 2018年          | 10              |
| 2019年          | 4               |
| 2020年          | 4               |
| 2021年          | 8               |
| 2022年          | 10              |

## 駅周辺
- 国道108号

## 隣の駅
由利高原鉄道
■鳥海山ろく線
鮎川駅 - 黒沢駅 - 曲沢駅